# Chavanac
 Chavanac  (en occitano Chavanac) es una comuna y población de Francia, en la región de Lemosín, departamento de Corrèze, en el distrito de Ussel y cantón de Sornac.
Su población en el censo de 2008 era de 61 habitantes.
Está integrada en la Communauté de communes Bugeat-Sornac-Millevaches au Cœur .

## Demografía
| 67 | 67 | 46 | 48 | 34 | 49 | 61 |
| Para los censos de 1962 a 1999 la población legal corresponde a la población sin duplicidades (Fuente: INSEE [Consultar]) |    |    |    |    |    |    |